# 韦洛-沃哈
韦洛-沃哈（希臘語：Βέλο-Βόχα）是希腊伯罗奔尼撒大区科林西亚专区的市镇，行政中心为宰夫戈拉蒂翁镇。市镇面积为164.8平方公里，2021年人口数量为17,883人。
此市镇设立于2011年地方政府改革中，由原两个市镇（韦洛和沃哈）合并而成，原市镇则成为新市镇的两个市区。